# Линия тока

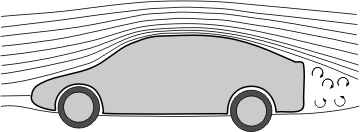
Линии тока при обтекании автомобиля. Вихри позади автомобиля обозначают зону турбулентности

Ли́ния то́ка — в гидромеханике линия, направление касательной к которой в каждой точке совпадает с направлением скорости частицы жидкости в этой точке (другими словами, в каждый момент времени частица движется вдоль линии тока). Линия тока является частным случаем векторной линии, когда в качестве векторного поля выступает поле скоростей точек сплошной среды. Набор линий тока даёт представление о потоке жидкости или газа в данный момент времени.

## Визуализация потока

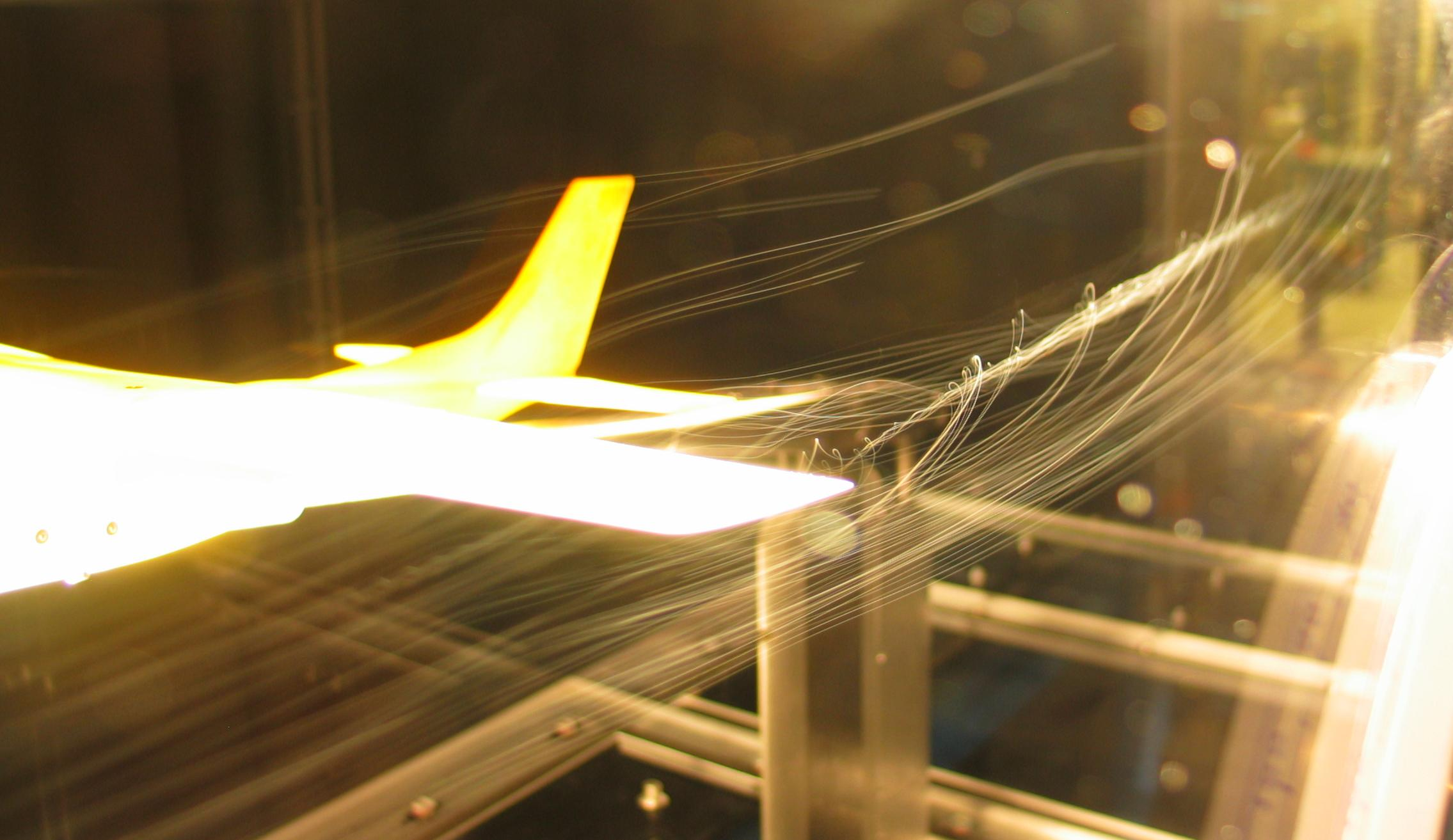
Пузырьки, вносимые в поток вокруг модели самолёта, показывают направление линий тока (хорошо видна, в частности, спутная струя)

Фотографический снимок линий тока может быть сделан с применением взвешенных частиц, вводимых в поток с целью визуализации. Для этих целей используются, например, алюминиевая пудра в жидкостях, дым в газах. Поскольку за малое время частицы перемещаются вдоль линий тока, фотоснимок с короткой выдержкой создаёт подобие снимка течения.

## Линии тока и траектории

Линии тока и траектории в потоке, изменяющемся во времени

В стационарном потоке частицы движутся вдоль линий тока. Однако, в случае неустановившегося движения линии тока не совпадают с траекториями.
На иллюстрации справа:
- стрелки соответствуют (изменяющемуся со временем) полю скоростей;
- прерывистые линии визуализируют (изменяющиеся) линии тока (англ. streamlines);
- красная линия соответствует (статической) траектории капли красных чернил, выпущенной из начала координат в начальный момент времени (англ. pathlines);
- синяя линия соответствует «треку»[1] (англ. streakline): (изменяющейся) линии, которую увидит наблюдатель, если из начала координат непрерывно выпускать струйку синих чернил.

## Предельная линия тока
В вязком течении относительная скорость в пограничном слое у поверхности обтекаемого тела равна нулю, поэтому в качестве эквивалента линии тока на поверхности тела используется «предельная линия тока»: направление касательной к этой линии совпадает с направлением вектора касательного напряжения трения (поэтому используется также название «линия поверхностного трения»).

## Трубка тока

Трубка тока. v1, v2, v3 — векторы скоростей в соответствующих точках

Если в потоке выбрать площадку S и провести через границу этой площадки (C1 на рисунке слева) векторные линии, то образуется фигура, называемая векторной трубкой (при этом векторные линии, проходящие через {\displaystyle S}, целиком лежат внутри векторной трубки).
Векторная трубка для поля скоростей называется трубкой тока, так как при установившемся движении она подобна трубе со стенками, внутри которой с постоянным расходом течёт жидкость.